# NGC 3279
NGC 3279 (również IC 622, PGC 31302 lub UGC 5741) – galaktyka spiralna (Scd), znajdująca się w gwiazdozbiorze Lwa. Odkrył ją David Todd 5 marca 1878 roku.
W galaktyce tej zaobserwowano supernową SN 2007av.